# استپان ساکلاریان
استپان ساکلاریان (انگلیسی: Stephen Sacklarian؛ ‏۱۸۹۹ – ۱۹۸۳) یک نقاش ارمنی‌تبار اهل بلغارستان بود که آثار در سبک‌های اکسپرسیونیسم هنر نوگرا بود.

## ابتدای زندگی
وی در سال ۱۸۹۹ در وارنا، بلغارستان به دنیا آمد و در سال ۱۹۱۱ به ایالات متحده آمریکا نقل مکان نمود. والدین وی از ارمنی‌های ترکیه بودند که به دلیل آزار و اذیت ارمنیان در ترکیه به بلغارستان گریخته بودند.